# C18H17N
化学式C18H17N（摩尔质量：247.33 g/mol）可能指：
- N-苄基-1-萘甲胺，CAS号：14393-12-5
- 1-甲基-2-苯基-3-烯丙基吲哚，CAS号：121565-56-8
- α-甲基-N-苯基-2-萘甲胺，CAS号：175692-56-5
- 9-丁基-3-乙炔基咔唑，CAS号：1310797-90-0
- 6-环戊基菲啶，CAS号：1620087-23-1

|  | 这个同类索引页列出了具有相同分子式的化学物（即同分異構體）条目。 除非您是有意链接至本页，否则应将相应条目的内部链接指向正确的条目。 |